# Draguszinowo
Draguszinowo (bułg. Драгушиново) – wieś w Bułgarii, w obwodzie sofijskim, w gminie Samokow. Według danych szacunkowych Ujednoliconego Systemu Ewidencji Ludności oraz Usług Administracyjnych dla Ludności, 15 grudnia 2018 roku miejscowość liczyła 592 mieszkańców.
W miejscowości znajdują się Cerkiew św. Todora oraz Kaplica św. Ducha i Kaplica św. Iwana Rilskiego. Na terenie wsi znajduje się szczyt górski Markowa trapeza; zgodnie z legendami, na tym szczycie, Królewicz Marko odpoczywał po pokonaniu Turków w zaciętej walce.
W Draguszinowie tradycyjnym daniem przyrządzanym w Todorowden jest racznik, potrawa z raków.